# ブルース・ビリングス
ブルース・ビリングス（Bruce Billings , 1985年11月18日 - ）は、アメリカ合衆国・カリフォルニア州サンディエゴ出身の元プロ野球選手（投手）。右投右打。CPBL時代の登録名は「布魯斯」。

## 経歴

### アマチュア時代
2006年のMLBドラフトでフィラデルフィア・フィリーズから31巡目で指名を受けるも、契約には至らなかった。

### プロ入りとマイナー時代とロッキーズ時代
2007年のMLBドラフトでコロラド・ロッキーズから30巡目で指名を受け、入団した。
2011年5月27日にロッキーズからメジャーデビューを果たす。

### アスレチックス時代
2011年6月30日にマーク・エリスとのトレードでオークランド・アスレチックスに移籍した。
2013年シーズン終了後、福岡ソフトバンクホークスの秋季キャンプにテスト生として参加した。

### ヤンキース時代
2014年1月29日にニューヨーク・ヤンキースとマイナー契約を結んだ。スプリングトレーニングでは5試合に登板し、防御率3.24だった。4月3日にAAA級スクラントン・ウィルクスバリ・レイルライダースへ異動し、4月6日にA級スタテンアイランド・ヤンキースへ降格した。4月24日にヤンキースとメジャー契約を結んだ。メジャー昇格後は1試合に登板したが、4月27日に右肘の故障で15日間の故障者リスト入りした。5月15日にリハビリのため、AA級トレントン・サンダーへ異動したが、同日にDFAとなり、5月18日にAAA級スクラントン・ウィルクスバリへ降格した。7月6日に再びヤンキースとメジャー契約を結んだが、登板のないまま7月23日に再びDFAとなった。7月25日にAAA級へ降格し、8月2日に放出された。

### ヤンキース退団後
2014年8月7日にロサンゼルス・ドジャースとマイナー契約を結んだ。傘下AAAのアルバカーキ・アイソトープスで5試合に登板した。11月19日にワシントン・ナショナルズとマイナー契約を結ぶ、
2015年11月6日に自由契約となり、オフはドミニカ共和国のウィンターリーグでプレー。
2016年2月13日統一セブンイレブン・ライオンズと契約した。同年は11勝、翌年は13勝を挙げる活躍を見せた。2017年オフに統一を退団。
2018年3月4日にブライアン・ウッドールと共に富邦ガーディアンズと契約したが、同年は2勝に留まり、8月25日に解雇された。

### 引退後
2019年、フィラデルフィア・フィリーズ傘下（R級）のガルフ・コーストリーグ・フィリーズの投手コーチに就任。
2021年、古巣である富邦ガーディアンズの二軍投手コーチに就任した。8月19日より一軍投手コーチに担当換えとなった。しかし、11月14日の試合中に監督の洪一中と選手の起用法を巡って口論となり、16日に退団となった。

## 詳細情報

### 年度別投手成績
| 年 度     | 球 団     | 登 板 | 先 発 | 完 投 | 完 封 | 無 四 球 | 勝 利 | 敗 戦 | セ 丨 ブ | ホ 丨 ル ド | 勝 率 | 打 者 | 投 球 回 | 被 安 打 | 被 本 塁 打 | 与 四 球 | 敬 遠 | 与 死 球 | 奪 三 振 | 暴 投 | ボ 丨 ク | 失 点 | 自 責 点 | 防 御 率 | W H I P |
| --------- | --------- | ----- | ----- | ----- | ----- | -------- | ----- | ----- | -------- | ----------- | ----- | ----- | -------- | -------- | ----------- | -------- | ----- | -------- | -------- | ----- | -------- | ----- | -------- | -------- | ------- |
| 2011      | COL       | 1     | 0     | 0     | 0     | 0        | 0     | 0     | 0        | 0           | ----  | 9     | 2.0      | 5        | 0           | 0        | 0     | 0        | 0        | 1     | 0        | 1     | 1        | 4.50     | 2.50    |
| 2011      | OAK       | 3     | 0     | 0     | 0     | 0        | 0     | 0     | 0        | 0           | ----  | 29    | 5.0      | 8        | 1           | 6        | 0     | 0        | 7        | 0     | 0        | 9     | 7        | 12.60    | 2.80    |
| '11計     | OAK       | 4     | 0     | 0     | 0     | 0        | 0     | 0     | 0        | 0           | ----  | 38    | 7.0      | 13       | 1           | 6        | 0     | 0        | 7        | 1     | 0        | 10    | 8        | 10.29    | 2.71    |
| 2014      | NYY       | 1     | 0     | 0     | 0     | 0        | 0     | 0     | 0        | 0           | ----  | 17    | 4.0      | 4        | 2           | 1        | 0     | 0        | 7        | 0     | 0        | 4     | 4        | 9.00     | 1.25    |
| 2016      | 統一      | 30    | 30    | 2     | 0     | 0        | 11    | 9     | 0        | 0           | .550  | 786   | 170.1    | 207      | 23          | 72       | 0     | 8        | 172      | 8     | 0        | 119   | 100      | 5.28     | 1.64    |
| 2017      | 統一      | 26    | 26    | 0     | 0     | 0        | 13    | 10    | 0        | 0           | .565  | 620   | 144.2    | 133      | 12          | 63       | 0     | 6        | 148      | 3     | 0        | 76    | 67       | 4.17     | 1.35    |
| 2018      | 富邦      | 20    | 20    | 0     | 0     | 0        | 2     | 9     | 0        | 0           | .182  | 467   | 102.2    | 126      | 10          | 40       | 0     | 0        | 90       | 0     | 0        | 72    | 65       | 5.72     | 1.62    |
| MLB：2年  | MLB：2年  | 5     | 0     | 0     | 0     | 0        | 0     | 0     | 0        | 0           | ----  | 55    | 11.0     | 17       | 3           | 7        | 0     | 0        | 14       | 1     | 0        | 14    | 12       | 9.82     | 2.18    |
| CPBL：3年 | CPBL：3年 | 76    | 76    | 2     | 0     | 0        | 26    | 28    | 0        | 0           | .481  | 1873  | 417.2    | 466      | 45          | 175      | 0     | 14       | 410      | 12    | 0        | 267   | 232      | 5.00     | 1.54    |

- 2018年度シーズン終了時
- 各年度の太字はリーグ最高

### 背番号
- 41 （2011年）
- 61 （2011年）
- 40 （2014年）
- 26 （2016年 - 2018年）
- 36 （2021年）